# Sidney Poitier
Sidney L. Poitier (ur. 20 lutego 1927 w Miami, zm. 6 stycznia 2022 w Los Angeles) – amerykański aktor i reżyser filmowy, dyplomata, pierwszy czarnoskóry laureat Oscara dla najlepszego aktora pierwszoplanowego, uznawany także za pierwszego czarnego gwiazdora filmowego. American Film Institute umieścił go na 22. miejscu na liście największych aktorów wszech czasów (The 50 Greatest American Screen Legends).

## Życiorys
Jego rodzice pochodzili z Bahamów, gdzie prowadzili farmę, jednak Sidney urodził się jako wcześniak podczas pobytu rodziny w USA. Dorastał na Bahamach, a do Stanów Zjednoczonych powrócił jako nastolatek. Pierwsze aktorskie kroki stawiał na deskach afroamerykańskich teatrów Nowego Jorku. W filmie debiutował na początku lat 50 XX w. u Josepha Mankiewicza w No Way Out. Dzięki talentowi szybko zdobył sobie uznanie i w połowie dekady zagrał pierwsze ważne role w swej karierze, w dramatach Szkolna dżungla (1955) oraz Ucieczka w kajdanach (1958). Kreacja w drugim z tych filmów przyniosła mu pierwszą nominację do Oscara. Zagrał uciekiniera z więzienia, skutego łańcuchem z nienawidzącym go białym (Tony Curtis).
W latach 60 XX w. stał się dzięki swoim rolom jednym z symboli walki z dyskryminacją rasową. Stworzył cały poczet kreacji czarnych inteligentów dominujących moralnie nad białymi. W 1964 zdobył Oscara za pierwszoplanową rolę w filmie Polne lilie. Swoją najgłośniejszą kreację – detektywa policji Virgila Tibbsa, przybywającego do miasteczka na Południu USA i pomagającego miejscowej policji w śledztwie w sprawie zabójstwa – stworzył w 1967 w dramacie kryminalnym W upalną noc. Film został nagrodzony Oscarem. W tym samym roku zagrał także narzeczonego białej dziewczyny z dobrego domu w Zgadnij, kto przyjdzie na obiad. Oba dzieła uznaje się za przełomowe dla filmowego wizerunku Afroamerykanów.
W 1974 został odznaczony Orderem Imperium Brytyjskiego klasy Kawaler Komandor (KBE). W latach 1997–2007 pełnił funkcję ambasadora Bahamów w Japonii. Od 2002 do 2007 był jednocześnie ambasadorem Bahamów przy UNESCO. W 2002 odebrał Honorowego Oscara za całokształt dokonań artystycznych. W 2009 Prezydent USA Barack Obama nagrodził go Prezydenckim Medalem Wolności.

## Reżyser
- 1972 Czarny kowboj (Buck and the Preacher)
- 1973 A Warm December
- 1974 Sobotnia noc (Uptight Saturday Night)
- 1975 Zróbmy to jeszcze raz (Let's Do It Again)
- 1977 Wyrównane rachunki (A Piece of the Action)
- 1980 Czyste szaleństwo (Stir Crazy)
- 1982 Hokus Pokus czyli ważna sprawa (lub Hanky Panky czyli ważna sprawa) (Hanky Panky)
- 1985 Do przodu (Fast Foreward)
- 1990 Tata duch (Ghost Dad)

## Aktor
- 1950 Bez wyjścia (No Way Out) – dr Luther Brooks
- 1952 Płacz, ukochany kraju (Cry, the Beloved Country) – wielebny Msimangu
- 1955 Szkolna dżungla (Blackboard Jungle) – Gregory W. Miller
- 1957 Zatoka Aniołów (Band of Angels) – Rau-Ru
- 1957 Człowiek, który pokonał strach (Na skraju miasta)[9] – Tommy Tyler
- 1958 Ucieczka w kajdanach (The Defiant Ones) – Noah Cullen
- 1959 Porgy i Bess – Porgy
- 1961 Rodzynek w słońcu (A Raisin in the Sun) – Walter Lee Younger
- 1961 Paryski blues (Paris Blues) – Eddie Cook
- 1962 Granice wytrzymałości – stary psychiatra
- 1963 Polne lilie (Lilies of the Field) – Homer Smith
- 1963 Długie łodzie wikingów (Long Ships) – Ali Mansuh
- 1965 Wątła nić (The Slender Thread) – Alan Newell
- 1965 W cieniu dobrego drzewa (A Patch of Blue) – Gordon Ralfe
- 1965 Opowieść wszech czasów (The Greatest Story Ever Told) – Szymon z Cyreny
- 1966 Pojedynek w Diablo (Duel at Diablo) – Toller
- 1967 W upalną noc (In the Heat of the Night) – Virgil Tibbs
- 1967 Zgadnij, kto przyjdzie na obiad (Guess Who's Coming to Dinner) – John Prentice
- 1967 Nauczyciel z przedmieścia (To Sir, with Love) – Mark Thackeray
- 1970 Nazywam się Tibbs! (They Call Me MISTER Tibbs!) – Virgil Tibbs
- 1971 Organizacja (The Organization) – Virgil Tibbs
- 1972 Czarny kowboj (Buck and the Preacher) – Buck
- 1974 Sobotnia noc (Uptown Saturday Night) – Steve Jackson
- 1975 Zróbmy to jeszcze raz (Let's Do It Again) – Clyde Williams
- 1975 Na tropie Wilby’ego (The Wilby Conspiracy) – Shack Twala
- 1977 Wyrównane rachunki (A Piece of the Action) – Manny Durrell
- 1988 W pogoni za śmiercią (Shoot to Kill) – Warren Stantin
- 1988 Mały Nikita (Little Nikita) – Roy Parmenter
- 1992 Włamywacze (Sneakers) – Donald Crease
- 1995 Dzieci prerii (Children of the Dust) – Gypsy Smith
- 1996 Nauczyciel z przedmieścia 2 (To Sir, with Love II) – Mark Thackeray
- 1997 Mandela i de Klerk (Mandela and de Klerk) – Nelson Mandela
- 1997  Szakal (The Jackal) – Carter Preston
- 1999 Proste życie Noego Dearborna[10] – Noah Dearborn

## Nagrody
- Nagroda Akademii Filmowej

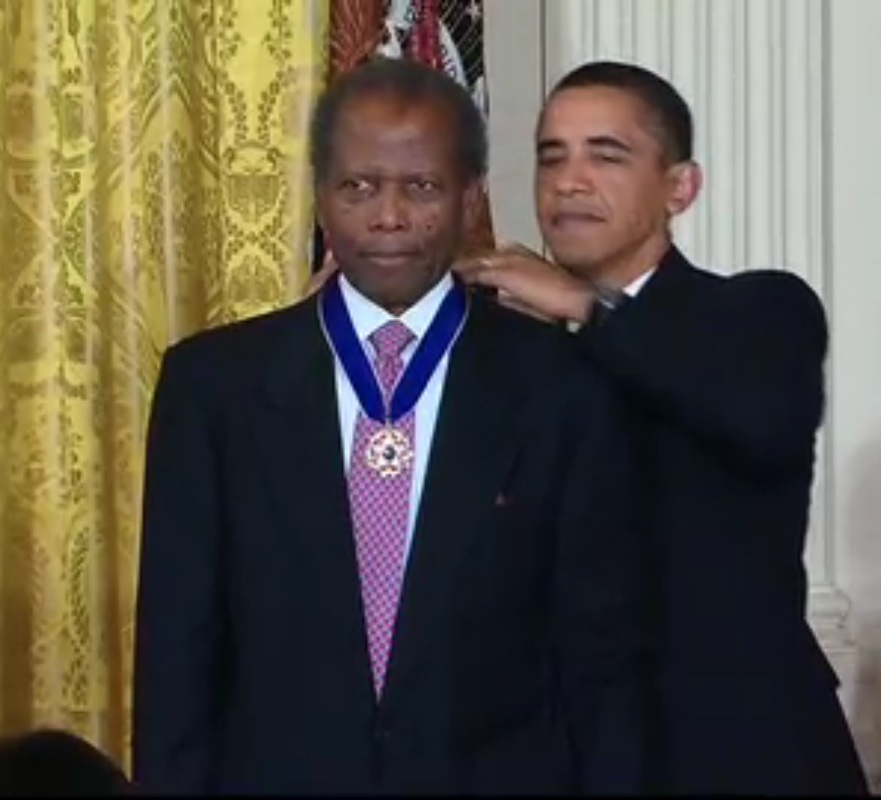
Sidney Poitier dekorowany Prezydenckim Medalem Wolności przez Prezydenta USA Baracka Obamę, 2009

  - Najlepszy aktor pierwszoplanowy: 1964 Polne lilie
  - Oscar za całokształt twórczości: 2002
- Złoty Glob
  - Najlepszy aktor w filmie dramatycznym: 1963 Polne lilie
  - Nagroda Henrietty: 1969
  - Nagroda im. Cecila B. DeMille’a: 1982
- Nagroda BAFTA Najlepszy aktor: 1959 Ucieczka w kajdanach
- Nagroda na MFF w Berlinie
  - Srebrny Niedźwiedź dla najlepszego aktora: 1958 Ucieczka w kajdanach
  - 1963 Polne lilie